# 薄伽瓦多廟會
《薄伽瓦多廟會》（英語：Bhagavata Mela）是一種古典印度舞蹈，起源於泰米尔纳德邦，尤其是坦贾武尔地區。這是作為梅拉圖爾和附近地區每年的毘濕奴派傳統而進行编排的一種舞蹈戲劇表演藝術。這種舞蹈藝術根植於古吉普迪（另一種印度古典式舞蹈）的舞者從安得拉邦遷移到坦贾武尔王国的歷史。
“Bhagavata”一詞是指印度教文本《薄伽梵往世書》（Bhagavata Purana）。“Mela”是梵語詞，意思是“聚集，團體會議”，暗示一個民間節日。傳統的《薄伽瓦多廟會》表演描繪了印度教的傳說，配以卡納塔克風格音樂。

## 歷史
《薄伽瓦多廟會》的起源可以追溯到更古老的印度古典舞蹈婆羅多舞（Bharatanatyam），源自於安得拉邦。這個地區被伊斯蘭軍隊入侵，導致了一個印度教帝國的崩潰，觸發了16世紀印度表演藝術家家族大規模遷徙至泰米爾納德邦的事件，當地的舞蹈演變成了現代的《薄伽瓦多廟會》。在其崩潰之前，以印度宗教和藝術的贊助而聞名的德干地區的毗奢耶那伽罗王朝的法庭記錄中顯示，來自古吉普迪村（Kuchipudi）的婆羅門教徒（Bhagavatas）戲劇舞蹈團曾在皇家法庭上表演。該地區經歷了戰爭和政治動盪，最終在16世紀形成了德干蘇丹王朝。隨著維加亞那加拉帝國的崩潰，穆斯林軍隊於1565年左右摧毀了寺廟和德干城市，音樂家和舞蹈戲劇藝術家向南遷徙，坦賈武爾王國的記錄表明，有大約500個這樣的古吉普迪村（Kuchipudi）藝術家家族從安得拉邦抵達，受到特魯古教派印度教國王阿丘塔巴·奈亞克的歡迎並被授予土地，在坦贾尔附近（又稱坦贾武尔）建立了一個定居點，成為現代的梅拉圖爾。這些家庭保持了他們受古吉普迪村（Kuchipudi）啟發的舞蹈戲劇文化，稱為《薄伽瓦多廟會》。
在17世紀的安得拉邦，古吉普迪村式（Kuchipudi）的舞蹈藝術已經式微，甚至快要消失，但在1678年，最後一位什叶派穆斯林顧特卜沙希王朝的君主阿布哈桑·古特卜·沙阿看到了一場古吉普迪村（Kuchipudi）表演，非常高興，因此他賦予這些舞者們環繞古吉普迪村（Kuchipudi）的土地，並要求他們繼續進行舞蹈戲劇。顧特卜沙希王朝于1687年被逊尼派莫卧儿帝国君主奥朗则布推翻。為了監管公共和私人道德，並結束非伊斯蘭的做法，奧朗茲布禁止了所有音樂和舞蹈藝術的公開表演，並下令在其控制下的莫卧儿帝国沒收和摧毀樂器。
十七世紀末，德干地區遭受了戰爭和政治動蕩，蒙兀兒帝國的擴張結束了德干蘇丹王朝。在這一時期，更多的婆羅門社區家庭南遷，受到卡菲里三角洲新建立的馬拉塔邦王的邀請，在坤巴孔納姆及其周圍定居下來。這些家庭保持了他們受古吉普迪村（Kuchipudi）啟發的舞蹈戲劇文化，形成了一種稱為《薄伽瓦多廟會》的舞蹈形式。

## 曲目
《薄伽瓦多廟會》传统上在印度教寺庙内或附近举行，通常在黄昏后开始，并持续整夜。与原始的古吉普迪村（Kuchipudi）艺术家一样，男性婆罗门是扮演故事中男性和女性角色的艺术家。现代制作的《薄伽瓦多廟會》包括男性和女性艺术家，并已发展出展现古吉普迪村（Kuchipudi）和婆羅多舞（Bharatanatyam）的影响，是泰米尔纳德邦主要的古典舞蹈形式。
像印度所有古典舞蹈一样，《薄伽瓦多廟會》也融合了复杂的手势作为手语，结合精妙的脚步和表演（abhinaya）来传达带有宗教信息的宗教故事。《薄伽瓦多廟會》的这些方面根源于《樂舞論》，这是关于表演艺术的古老印度教文本。表演包括Nritta、Nritya和Natya。乐舞（Nritta）表演是纯舞蹈的抽象、快速和有节奏的一面。有舞蹈的舞台表演（Nritya）是舞蹈的缓慢和富有表现力的一面，试图传达情感、特别是带有灵性主题的故事情节。戏剧（Natya）是由一个团队的艺术家表演的戏剧。表演（Abhinaya）的根源也可以在《舞蹈艺术手册》（Natyashastra）中找到，该书描述了舞蹈的基本单元，与观众产生联系的手势和动作，并在观众中唤起愉悦的美学感受，将个体带入一种超感官的内在状态。
在《薄伽瓦多廟會》中，沟通以表现性手部姿势（mudras或hastas）与音乐同步的形式呈现。这些手势和面部表情传达了底层故事的ras（情感、情绪）和bhava（心境）。像其他印度教古典舞蹈一样，艺术家通过注意表演的四个方面成功地表达了精神理念：Angika（手势和肢体语言）、Vachika（歌曲、吟诵、音乐和节奏）、Aharya（舞台布景、服装、化妆、首饰）和Sattvika（艺术家的心态和与故事以及观众的情感联系，艺术家内在和外在状态共鸣）。表演（Abhinaya）则为bhava（心境、心理状态）而展现出来。
《薄伽瓦多廟會》的故事通常来自印度史诗或《往世书》，其中普拉哈拉达传（Prahlada Charitram）尤为流行。音乐采用卡纳蒂克风格，大部分底层故事都配合音乐的节奏演唱，舞者们同时进行舞蹈表演。曲目由管弦乐队伴奏，木丹加鼓和铙钹提供节拍，长笛、弦乐器和手风琴组成了整个乐团。